# Хуссейн Ала
Хуссейн Ала (перс. حسین علاء; 13 грудня 1881 — 12 липня 1964) — іранський дипломат, політик і державний діяч, двічі обіймав посаду прем'єр-міністра країни.

## Життєпис
Народився в заможній родині: його батько, Мухаммед-Алі Ала аль-Салтанех, був одним з найбагатших людей Ірану, а також колишнім прем'єр-міністром. Освіту здобував у Лондоні.
Працював послом Ірану у Великій Британії та США, потім був радником міністра закордонних справ. 1943 року вже сам очолив міністерство закордонних справ. У березня 1951 року на нетривалий термін очолив уряд після вбивства Хаджа Алі Размари. Вдруге отримав пост прем'єр-міністра у квітні 1955. 11 жовтня того ж року Ала заявив про бажання Ірану приєднатись до Багдадського пакту. Закон про приєднання Ірану до альянсу було ухвалено меджлісом і сенатом. Напередодні поїздки Хусейна Ала до Багдада для участі в установчій сесії пакту на нього 16 листопада 1955 року було здійснено невдалий замах.